# Ciber-religiosidade
Ciber-religiosidade trata-se de um neologismo para designar as manifestações religiosas que são nativamente constituídas no ciberespaço. Sua definição ainda é pouco consolidada principalmente pela divergências enquanto as definições dos termos que fazem parte de sua construção epistemológica, como religião e o caráter funcional ou não das mídias. Quantitativamente e qualitativamente sua representatividade ainda é irrelevante, principalmente pela efemeridade e a falta de atualização das ciber-religiões já criadas.
Ciber-religiosidade é uma das inúmeras maneiras de presença do sagrado nas redes e não deve ser encarada como o deslocamento de representações do sagrado previamente existentes para as redes, ou seja, manifestações religiosas que apenas passam por certas modificações para estarem presentes na internet. A C
ciber-religiosidade deve ser tomada, antes, como uma Sacralidade Digital nativa, ou seja, teve seu surgimento e é experimentada nas arquiteturas informativas digitais.

## Conceito
Ciberreligiosidade tem seu conceito ainda muito pouco difundido e estruturado. Primeiramente, é possível citar o uso genérico e amplo do conceito como qualquer forma de manifestação religiosa manifestada e/ou mediada pela internet. No entanto, embora a essência de sua natureza unicamente digital esteja presente em todas as abordagens, vale a pena ressaltar a existência de autores que tratam deste assunto com certas peculiaridades.
Lorne L. Dawson (2000)  trata o conceito do termo com objetividade, referindo-se somente àquelas organizações religiosas ou grupos que existem apenas no Ciberespaço. Por sua vez, autoras como Anastacia Karaflogka (2004)  criam termos para diferenciar a religiosidade deslocada para a internet e a nativa deste meio, diferenciando-as, respectivamente, como religion in cyberspace e religion on cyberspace.
Morten T. Højsgaard (2005)  a fim de definir melhor o conceito, desenvolveu um modelo de ciberreligião e estabeleceu parâmetros para reconhecer as manifestação como tal. São três os parâmetros: a mediação, o conteúdo e a organização. O primeiro diz respeito a obrigatoriedade da manifestação ter como plataforma principal a comunicação digital. E o seu conteúdo deve expressar a cultura digital, ou seja, se inspirar na fascinação pelos novos conceitos que nascem juntamente com estas tecnologias, refletindo de maneira predominante a cibercultura e atrelado à uma tendência de deixar de lado as crenças das religiões tradicionais. E por fim, deve-se atentar para a não institucionalização da religião, ou seja, sua estrutura organizacional deve estar estritamente vinculada à virtualidade.
Esta última característica, recorrente em todas ciber-religiões, faz com que estas se tornassem, na maioria das vezes, efêmeras. Muitos autores convergem para aceitação deste fato. Por conta disso, Rafael Shoji (2004) chega a questionar a importância das ciberreligiões e confere a causa desta característica ao curto ciclo de vida das informações da rede. Os questionamentos sobre o conceito de ciber-religião também surgem na medida em que colocam em dúvida a autenticidade de sua religiosidade, uma vez que ela se afasta daquilo que é comum para uma manifestação religiosa e incorpora tradições pautadas na cultura virtual. Autores como
Stephen D. O'Leary (2004)  e Jeff Zaleski (1997)  ainda questionam a seriedade destas religiões, já que muitas vezes parecem se revestir de cinismo e satirizar as ideias religiosos já existentes.
Por fim, pode-se citar a definição que Carlos E. S. Aguiar (2014) faz de ciber-religiosidade, desprendendo-se um pouco mais do conceito de ciberreligião em oposição aos autores citados anteriormente e ressaltando a autonomia de trânsito que existe nesta construção religiosa, uma vez que o indivíduo tem liberdade para transitar entre representações inéditas a fim de criar uma religiosidade própria. Para este autor, a fascinação pela tecnologia não deve estar expressa no conteúdo, mas sim em sua estrutura.

## Ciberreligiões
A existência de Ciberreligiões autênticas acabam por depender muito de quais abordagens estão sendo usadas, pois sempre serão passíveis de questionamentos com base em outros autores. No artigo de Aguiar (2014) é possível encontrar uma tabela com exemplos de ciber-religiões que inclui o levantamento feito por Højsgaard (2005) e de outros autores, além de religiões virtuais listadas pelo site Religious Worlds, na sessão denominada Religion and Cyberspace:
| Nome e URL                                                                                           | Criado em:                 |
| --- | -------------------------- |
| Church Of the Subgenius (http://www.subgenius.com)                                                   | Dez/98                     |
| Church Of Virus (http://www.virus.lucifer.com)                                                       | Jun/98                     |
| Digitalism (http://www.digitalism.8m.com)                                                            | Nov/99                     |
| HyperDiscordia (http://jubal.westnet.com/hyperdiscordia)                                             | Mar/97                     |
| Kibology (http://www.kibo.com)                                                                       | Dez/98                     |
| Kemetic Orthodoxy (http://www.kemet.org/home.html)                                                   | Dez/2001                   |
| The New House (http://www.thenewhouse.com)                                                           | Dez/98                     |
| Virtual Church of Blind Chihuahua (http://www.dogchurch.com)                                         | Dez/98                     |
| Ardue Temple (http://www.ardue.org.uk)                                                               | [ligação inativa] Mar/2000 |
| Center for Duck Studies (http://www.jagaimo.com/duck)                                                | Ago/2000                   |
| First Church of Ciberespace (http://www.afn.org/~fcoc)                                               | Jan/96                     |
| First Church of Jesus Chris, Elvis (http://jubal.westnet.com/hyperdiscordia/sacred_heart_elvis.html) | Jun/97                     |
| Fusion Anomaly (http://fusionanomaly.net)                                                            | Nov/99                     |
| Ladover Baptist Church (http://www.landoverbaptist.org)                                              | [ligação inativa] Nov/99   |
| Summum (http://www.summum.org)                                                                       | Dez/96                     |

Todos estes exemplos trazidos são aqueles que ainda estão disponíveis na internet. Entretanto, é possível encontrar também muitas manifestações que já deixaram de existir. Mas, embora tenha se falado da efemeridade destas manifestações, aquelas listadas na tabela ainda sobrevivem mesmo depois de alguns anos. Contudo, feita uma análise mais aprofundada, o que resta de muitas delas é apenas o site hospedado. Algumas das religiões, por exemplo, não são atualizadas há muito tempo e operam conforme a estrutura do paradigma da web 1.0, ou seja, meramente informativa, sem possibilidade para colaboração. Percebe-se então a não adaptação destas manifestações às mudanças conjecturais das arquiteturas informativas da web 2.0. Exceção nesse panorama é a Igreja Missionária do Kopimismo eleita pelo pesquisador como o exemplo mais atual desse fenômeno.